# Natura 2000-område nr. 83 Blåbjerg Egekrat, Lyngbos Hede og Hennegårds Klitter
 Natura 2000-område nr. 83 Blåbjerg Egekrat, Lyngbos Hede og Hennegårds Klitter  har samlet et areal på 692 hektar og består af et EU-habitatområde (H72). Størstedelen af området, (595 ha/ca. 86 %) er statsejet. De store fredede klitheder, Lyngbos Hede og Hennegårds Klitter er sammen med Blåbjerg Egekrat centrale elementer i området.

## Beskrivelse
Det højeste punkt i området ligger i Blåbjerg Klitplantage med klittoppen "Blåbjerg" på 64 moh.
Tidligere har husdyr afgræsset arealerne, men i dag bruges områderne rekreativt. Områdets største naturværdier ligger i de klitnaturtyper, der er karakteristiske for den jyske vestkyst. Naturtyperne klithede og grå/grøn klit er de mest udbredte i området, og langs med stranden findes hvid klit og forklit. Spredt i området findes mere artsrige klit-og tørvelavninger. Syd for Blåbjerg er der et stort naturligt egekrat, som udgør en væsentlig del af landets samlede areal med habitatnaturtypen skovklit. Natravn og hedelærke yngler i området.

## Fredninger
Blåbjerg og det nærliggende egekrat på 60 hektar i Blåbjerg Klitplantage blev fredet tilbage i 1909.
Lyngbo Hede blev fredet i 1966 med det formål at bevare klit- og hedearealerne.
Det fredede areal omfatter 236 ha.
Et område på 80 ha ved Hennegårds klitter blev i 1993 fredet med det formål
at sikre et åbent hedeareal og beskytte floraen og faunaen.

## Videre forløb
Natura 2000-planen blev vedtaget i 2011, hvorefter kommunalbestyrelserne
og Naturstyrelsen udarbejdede bindende handleplaner for
gennemførelsen af planen. Planen videreføres og videreudvikles i senere planperioder. Natura 2000-området ligger i Varde Kommune, og naturplanen koordineres med vandplanerne for 1.10 Hovedvandopland Vadehavet, Vesterhavet samt 1.8 Ringkøbing Fjord.

## Eksterne kilder og henvisninger
1. 1 2  Miljøstyrelsen Sydjylland (juni 2023). "Naturplan 2022-2027  Natura 2000-område nr. 83 Blåbjerg Egekrat, Lyngbos Hede og Hennegårds Klitter" (PDF). mst.dk. Miljøstyrelsen. Arkiveret (PDF) fra originalen 25. juni 2024. Hentet 25. juni 2024.
2. 1 2  
Miljøstyrelsen Sydjylland (november 2021). "Revideret basisanalyse 2022-2027  Natura 2000-område nr. 83 Blåbjerg Egekrat, Lyngbos Hede og Hennegårds Klitter" (PDF). mst.dk. Miljøstyrelsen. Arkiveret (PDF) fra originalen 25. juni 2024. Hentet 25. juni 2024.
3. ↑  Om fredningen på fredninger.dk
4. ↑  "Natura 2000-planlægning 2022-2027". mst.dk. Miljøstyrelsen. 2023. Arkiveret fra originalen 29. marts 2024. Hentet 11. maj 2024.
5. ↑  Vandplan 1.8 Ringkøbing Fjord Arkiveret 1. august 2023 hos  Wayback Machine mst.dk 2014

- Kort over området på miljoegis.mim.dk